# Pygarctia
Pygarctia is een geslacht van vlinders van de familie spinneruilen (Erebidae), uit de onderfamilie Arctiinae.

## Soorten
- P. abdominalis Grote, 1871
- P. angelus Dyar, 1907
- P. eglenensis Clemens, 1861
- P. flavidorsalis Barnes & McDunnough, 1913
- P. haematodes Dyar, 1921
- P. lorula Dyar, 1914
- P. matudai Beutelspacher, 1978
- P. murina Stretch, 1885
- P. neomexicana Barnes, 1904
- P. pterygostigma Dyar, 1909
- P. roseicapitis Neumoegen & Dyar, 1893
- P. spraguei Grote, 1875